# Jared L. Brush
Jared L. Brush (* 6. Juli 1835 im Clermont County, Ohio; † 24. April 1913 in Greeley, Colorado) war ein US-amerikanischer Politiker. Zwischen 1895 und 1899 war er Vizegouverneur des Bundesstaates Colorado.

## Werdegang
Jared Brush lebte vor seinem im Jahr 1859 erfolgten Umzug nach Greeley in Iowa. Er war in der Landwirtschaft tätig und entwickelte Bewässerungssysteme. Außerdem gründete er einige landwirtschaftliche Vereinigungen. Im Jahr 1871 war er auch Sheriff im Weld County. Politisch wurde er Mitglied der Republikanischen Partei. Zwischen 1874 und 1877 saß er im Bezirksrat, von 1879 bis 1893 im Repräsentantenhaus von Colorado.
Im Jahr 1894 wurde Brush an der Seite von Albert McIntire zum Vizegouverneur von Colorado gewählt. Dieses Amt bekleidete er zwischen 1895 und 1899. Dabei war er Stellvertreter des Gouverneurs und Vorsitzender des Staatssenats. Ab 1897 war er nach dem Ausscheiden McIntires Stellvertreter von Gouverneur Alva Adams. Ab 1896 war Brush auch im Bankengewerbe tätig. Gleichzeitig arbeitete er weiterhin in der Landwirtschaft. In Greeley gründete er eine Schule, aus der die heutige University of Northern Colorado hervorging. Im Jahr 1912 war er Ersatzdelegierter zur Republican National Convention. Er starb am 24. April 1913 in Greeley, wo er auch beigesetzt wurde. Die Stadt Brush in Colorado wurde nach ihm benannt.